# قنبلة لاصقة
القنبلة اليدوية المضادة للدبابات رقم 74، والمعروفة باسم القنبلة اللاصقة، هي قنبلة يدوية بريطانية تم تصميمها وإنتاجها خلال الحرب العالمية الثانية. كانت القنبلة واحدة من عدد من الأسلحة المضادة للدبابات التي طوّرها الجيش البريطاني وحرس الوطن، بعد فقدان العديد من المدافع المضادة للدبابات في فرنسا، بعد انسحاب دونكيرك.
تم تصميم القنبلة بواسطة فريق من وزارة الدفاع 1 (MD1)، بما في ذلك الرائد ميليس جيفريسو والمُخترع ستيوارت ماكراي، وتتكون القنبلة من كرة زجاجية تحتوي على مادة متفجرة مصنوعة من النيتروغليسرين والمواد المضافة التي أضافت الاستقرار إلى الخليط وأعطته تأثيرًا يشبه هاش، حيث المادة المتفجرة مشوهة ومنتشرة على الهدف قبل الانفجار. سوف يتركز التفجير على منطقة صغيرة، مما يؤدي إلى تمزيق لوحة درع أكثر سمكًا من الانفجارالمُنتشر. كانت الشحنة مغطاة بمادة لاصقة قوية ومحاطة بغطاء من الصفائح المعدنية. عندما يسحب المستخدم دبوسًا على مقبض القنبلة، يسقط الغطاء بعيدًا ويكشف الكرة اللاصقة. سيؤدي سحب دبوس آخر إلى تسليح آلية الإطلاق وسيحاول المستخدم بعد ذلك إرفاق القنبلة بدبابة معادية أو مركبة أخرى. سيؤدي ترك المقبض إلى إطلاق رافعة من شأنها تنشيط فتيل مدته خمس ثوانٍ، والذي سيؤدي بعد ذلك إلى تفجير النيتروغليسرين.
كان للقنبلة عدة عيوب في تصميمها. في الاختبارات، فشلت في الالتصاق بالخزانات المتربة أو الموحلة، وإذا لم يكن المستخدم حريصًا بعد تحرير القنبلة من غطاءها، فيمكن أن تلتصق بغلافها بسهولة. لم يوافق مجلس الذخائر التابع لوزارة الحرب على القنبلة لاستخدامها من قبل الجيش البريطاني، لكن تدخل رئيس الوزراء، ونستون تشرشل، أدى إلى بدء إنتاج القنبلة. بين عامي 1940 و1943، تم إنتاج ما يقرب من 2.5 مليون قنبلة. تم إصدارها بشكل أساسي للحرس الداخلي ولكن تم استخدامها أيضًا من قبل القوات البريطانية وقوات الكومنولث في شمال إفريقيا، وهو ما يمثل ست دبابات ألمانية. تم استخدامها من قبل قوات الحلفاء في معركة أنزيو، بما في ذلك قوة الخدمة الخاصة الأولى؛ وكذلك وحدات الجيش الأسترالي خلال حملة غينيا الجديدة. كما أصدرت المقاومة الفرنسية كمية من القنابل اليدوية.

## التطوير
منذ عام 1938 على الأقل، كان جيفريس يتلاعب بفكرة الهدم أو السلاح المضاد للدبابات الذي سيكون مثاليًا للحرب غير النظامية. كان من المفترض أن تعمل من خلال وجود شحنة متفجرة تشوه بحيث يكون لها مساحة كبيرة من الاتصال الحميم مع سطح الهدف.  بعد ذلك، عند التفجير، سيتركز تأثير الانفجار على منطقة صغيرة وسيؤدي إلى تمزق الصفيحة المدرعة الأكثر سمكًا مما يمكن أن يكون عليه الحال.  يطلق خبراء المتفجرات على مثل هذا الجهاز اسم «الكمادة» أو «هاش».  جنّد جيفريس باور وشولمان من قسم العلوم الغروانية بجامعة كامبريدج، حيث جرّبوا أطوال أنبوب دراجة مملوء بالبلاستيسين لتمثيل المادة المتفجرة. تم تجهيزها بمقابض خشبية ومغموسة في محلول مطاطي لجعلها لزجة. في التجارب، أثبتت هذه النماذج الأولية أنه من الصعب استهدافها وفقط عن طريق الصدفة لم تلتصق أي صناديق معدنية تستخدم لتمثيل الدبابات. 
مع نهاية معركة فرنسا وإجلاء قوة المشاة البريطانية من ميناء دونكيرك بين 26 مايو و4 يونيو 1940، بدا غزو ألمانيا لبريطانيا أمرًا مرجحًا.  ومع ذلك، لم يكن الجيش البريطاني مجهزًا جيدًا للدفاع عن البلاد في مثل هذا الحدث. في الأسابيع التي تلت انسحاب دونكيرك، تمكنت فقط من نشر 27 فرقة.  كان الجيش يعاني بشكل خاص من نقص في المدافع المضادة للدبابات، حيث تم ترك 840 منها في فرنسا و 167 فقط متوفرة في بريطانيا. كانت الذخيرة نادرة جدًا بالنسبة للبنادق المتبقية لدرجة أن القوانين منعت حتى استخدام طلقة واحدة لأغراض التدريب. 
في ظل هذه الظروف، اعتبر جيفريس أن فكرته قد يكون لها تطبيق أكثر عمومية على الجيش البريطاني وحرس الوطن. كان جيفريس مسؤولاً عن قسم يُعرف باسم وزارة الدفاع 1 (MD1)، والذي تم إنشاؤه لتطوير وتسليم أسلحة لاستخدامها من قبل مجموعات حرب العصابات والمقاومة في أوروبا المحتلة.  كُلّف القسم بتطوير القنبلة اللاصقة. تم تفويض مشكلة تصميم القنبلة اللاصقة إلى روبرت ستيوارت ماكراي. 
احتاجت القنبلة إلى تأخير حتى يتم التخلص من القاذفة، لذلك كان الجورب المصنوع من الصوف مغطى بمادة لزجة لضمان بقاء القنبلة في مكانها لبضع ثوان قبل التفجير.  بعد تغطية القنبلة بالغراء، كان من الضروري استخدام مقبض غير لاصق. في المقبض، تم إشعال فتيل التأخير عن طريق إطلاق رافعة ذات نوابض بحيث بدأ تأخير زمني لمدة خمس ثوانٍ حيث تركت القنبلة يد القاذف (تمامًا مثل الرافعات الموجودة في قنبلة يدوية من نوع ميلز). 
وفي الوقت نفسه، كان العثور على مادة لاصقة مناسبة مشكلة كبيرة. بعد عدة تجارب فاشلة مع مجموعة متنوعة، اقترح شخص ما الدابوق "Birdlime" (مادة لزجة) التي تُستخدم منذ العصور القديمة لصيد الطيور، عن طريق وضعها على فروع الأشجار وانتظار التصاق الطيور بها. كان أداء الدابوق أفضل من أي شيء تم اختباره سابقًا، لكنه لم يكن جيدًا بما يكفي.
تم تمييز قصدير ماكراي الخاص بجير الطيور بحرف K كبير وإشارة إلى أن القصدير جاء من بلدة ستوكبورت، ولكن مع عدم وجود أدلة أخرى على الشركة المصنعة. حصلت ماكراي في قطار لستوكبورت وجدت هناك سائق التاكسي الذي أوصله إلى كاي إخوان المحدودة  وكان رئيس الكيميائيين بالشركة يعمل قريبا على مشكلة مادة لاصقة مناسبة، وفي غضون أسابيع تم حل المشكلة لإرضاء ماكراي. 
تم تطوير حشوة القنبلة بواسطة الصناعات الكيميائية الإمبراطورية.  كان يحتوي على النيتروغليسرين مع مجموعة متنوعة من الإضافات لجعله أكثر ثباتًا ولزوجة. القارورة الزجاجية التي تحتوي على الشحنة الرئيسية تحمل حوالي 1 1⁄2 رطل (0.68 كـغ) من هذه المتفجرات التي تم وصفها بأنها تحتوي على تناسق الفازلين. 
تمت حماية السطح اللاصق بعلبة معدنية خفيفة تم تحريرها عن طريق سحب دبوس أمان: يسقط الغطاء بعيدًا حيث تم توصيل نصفي القنبلة بمفصلة ذات نوابض. كان الجزء الداخلي من العلبة مزودًا بعدد من المسامير المطاطية التي أبقته خالية من السطح الملصق للقنبلة اليدوية.  النماذج المبكرة تحتوي أيضًا على شريط من الشريط اللاصق حول عنق الغطاء. 
استمرّ التطوير، ولكن كانت هناك مشاكل مع قوانين الخدمة التي لم تتم كتابتها مع وضع مثل هذا السلاح غير التقليدي في الاعتبار. كانت القنبلة اللاصقة هشة حتمًا، وحتى الصندوق المصمم خصيصًا لا يمكن أن يُلبّي بشكل كامل متطلبات الجيش الصعبة لتحمل المناولة الخشنة دون ضرر.  يبدو أن هناك مشاكل في كل منعطف. علم رئيس الوزراء، ونستون تشرشل، الذي كان معنيًا بحالة الدفاعات المضادة للدبابات في البلاد، بالقنبلة اليدوية وحث على تطويرها. 

مجلس الذخائر التابع لمكتب الحرب لم يوافق على استخدام القنبلة من قبل الجيش.  ومع ذلك، أمر تشرشل بإجراء مزيد من الاختبارات في يوليو، وبعد أن شاهد شخصيًا عرضًا للقنبلة اليدوية أمر بوضعها على الفور في الإنتاج.  نصت مذكرته في أكتوبر 1940 ببساطة على «القنبلة اللاصقة، اصنع مليون وحدة».  بعد يومين، أضاف أنطوني إيدن، وزير الدولة للحرب آنذاك، ملاحظة مكتوبة على محضر مجلس الوزراء سجل الأمر بالمضي قدمًا في القنبلة:
على الرغم من ضغط المستوى الأعلى، استمر الجدل. كانت التجارب مخيبة للآمال، ولم يكن من الممكن جعل القنبلة تلتصق بأي سطح مبلل أو مغطى حتى بأرق طبقة من الطين الجاف، كما أشار إلى ذلك اللواء إسماي في 27 يونيو. 

كان تشرشل مُستاءً:
رأى كل من ماكراي وإسماي وتشرشل أنه من المناسب تسجيل هذه الحجج حول المسألة التقنية المتمثلة في الالتصاق. كما أشار إيدن، كان هناك الكثير على المحك. لم يكن لدى المشاة البريطانيين والحرس الداخلي سوى القليل لخوض معركة ضد الدبابات، ولكل من شهد تجارب على زجاجات المولوتوف وقنابل (SIP) اليدوية. 
في مذكراته، ذكر إسماي أنه لم يحل لغز كيفية نقل مخاوفه الحقيقية في ذلك الوقت إلى الأشخاص المناسبين. 
استمرت الخلافات وكان هناك تأخيرات لا نهاية لها. كانت الإصدارات المبكرة من القنبلة اللاصقة عرضة للتسرب وكذلك الكسر في وسائل النقل. كانت هناك مخاوف مفهومة بشأن الشحنة المتفجرة، النيتروغليسرين النقي معروف بأنه عرضة لأدنى ضربة، لكن الخليط الذي طورته الصناعات الكيميائية الإمبراطورية أثبت أنه آمن للغاية حتى لو كان يجب أن يدخل في مفصلات صناديق التخزين.  بحلول ديسمبر 1940، تم إنتاج أقل من 66.000، وكان معدل الإنتاج مخيبًا للآمال عند خمسة إلى عشرة آلاف في الأسبوع. واقترح أن يتم تخفيض الطلب الأصلي البالغ مليون إلى 200.000. تم إجراء تحسينات طفيفة على التصميم، وكان أهمها استبدال قارورة الزجاج بالبلاستيك. أخيرًا، بعد اجتياز جميع الاختبارات المطلوبة، تم قبول القنبلة اللاصقة - الآن القنبلة (Mk II) رقم 74 - من قبل مجلس الذخائر؛ تم طرحها على نطاق واسع وأصبحت قضية خدمة. 

في 14 مايو 1941، قال اللفتنانت جنرال السير إيان جاكوب:
بين عامي 1940 و 1943 تم إنتاج ما يقرب من 2.5 مليون.

## التصميم

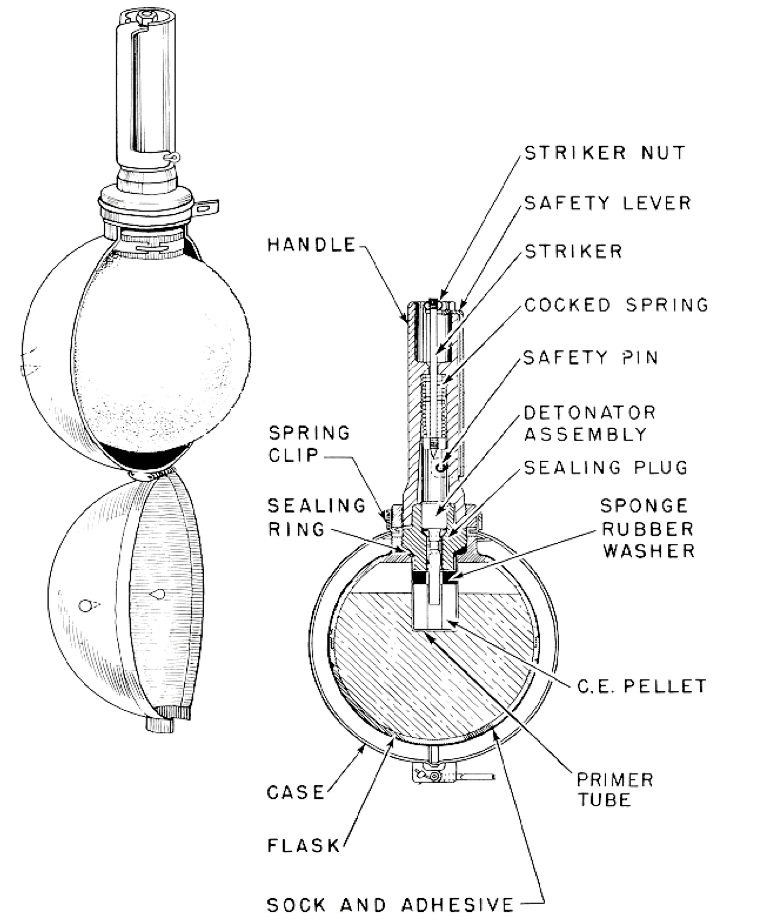
مخطط القنبلة اللاصقة. الذخائر المتفجرة البريطانية

تتكون القنبلة اليدوية المضادة للدبابات رقم 74 من كرة زجاجية تحتوي على حوالي 1.25 رطل (0.57 كجم) من النيتروغليسرين شبه السائل الذي ابتكرته الصناعة الكيميائية الإمبراطورية. كانت الكرة مغطاة بغطاء من الورق المقوى المغلف بكمية كبيرة من الدابوق، وهي مادة شديدة الالتصاق اشتق منها لقب «القنبلة اللاصقة». تم وضع غلاف مصنوع من صفائح معدنية رقيقة ومكون من نصفين حول الكرة وتم تثبيته في مكانه بواسطة مقبض خشبي بداخله فتيل مدته خمس ثوانٍ. يحتوي المقبض أيضًا على دبابيس ورافعة؛ تم سحب الدبوس الأول لجعل الغطاء يسقط بعيدًا والثاني لتنشيط آلية إطلاق النار في القنبلة. أدى هذا إلى تحضير القنبلة، مع الضغط على الرافعة لضمان عدم تشغيل الفتيل؛ ثم يقوم المستخدم بالركض إلى الخزان وإلصاق القنبلة بهيكلها، مستخدمًا أكبر قدر ممكن من القوة لكسر الكرة ونشر النيتروغليسرين على الهيكل في عجينة سميكة. كان البديل الآخر هو أن يقوم المستخدم برميها على الخزان من مسافة بعيدة. في كلتا الحالتين، سيتم تحرير الرافعة وتنشيط المصهر وتنفجر القنبلة بعد ذلك.
القنبلة لديها عدة مشاكل في تصميمها، حيث تم حث المستخدمين على الركض إلى الخزان ووضعه يدويًا، بدلاً من رميها، وبالتالي يمكن أن تلتصق المادة اللاصقة بسهولة بزيهم في هذه العملية؛ ثم يتم وضع المستخدم في موقف لا يحسد عليه وهو محاولة نزع القنبلة اليدوية مع الاستمرار في التمسك بالرافعة. كما تم اكتشاف أنه مع مرور الوقت، بدأ النيتروغليسرين في التدهور وأصبح غير مستقر، مما جعل استخدامه أكثر صعوبة.  نظرًا لأن القنبلة كانت سلاحًا قصير المدى، فقد تم تدريب المستخدمين على الاختباء في خندق أو أي مكان آخر للاختباء حتى تمرّ الدبابة، ثم لصق القنبلة في مؤخرة الدبابة.  كان المستخدمون بأمان نسبيًا من على بعد ياردات قليلة، طالما أنهم لم يكونوا في صف المقبض عندما انفجر. 

## الاستخدام العملي
بحسب كتيب تدريب لمكتب الحرب بتاريخ 29 أغسطس 1940، يجب اعتبار القنبلة اللاصقة كأداة هدم محمولة يمكن «استخدامها بسرعة وسهولة».  وقد اعتبر أنها فعالة ضد الدروع التي يصل طولها إلى 1 بوصة (25 مـم) سمك ومناسبة للاستخدام ضد الدبابات الخفيفة والسيارات المصفحة ونقاط الضعف على الدبابات المتوسطة والثقيلة. كان التطبيق الأكثر أمانًا والأسهل هو إسقاطها من نافذة الطابق العلوي؛ خلاف ذلك، يمكن استخدامها في كمين لدبابات متحركة تتحرك على طول طريق ضيق أو في هجوم على دبابات متوقفة ليلا. 
يمكن إما إلقاء القنبلة اللاصقة أو وضعها في مكانها باليد، وفي الحالة الأخيرة، كانت النصيحة هي استخدام القوة الكافية لكسر الزجاج وبالتالي خلق مساحة أكبر من التلامس مما يؤدي إلى انفجار أكثر فعالية. أخيرًا، كان هناك أيضًا خيار وضع القنبلة أولاً ثم سحب الدبوس على مسافة آمنة باستخدام خيط طويل.
ينسب ماكراي الفضل إلى الجيش الأسترالي في تطوير تقنية وضع قنبلة لاصقة مباشرة على دبابة بدلاً من رميها من مسافة آمنة نسبيًا.  نظرًا لأن القنبلة استخدمت تأثير الانفجار، كان من الآمن القيام بذلك والابتعاد شريطة أن يكون مقبض القنبلة متجهًا بعيدًا عن المفجر - سيتم إطلاق المقبض بعيدًا عن الانفجار «مثل الرصاصة»،  أكّد ماكراي أن وضع القنبلة بدلاً من رميها يعطي التصاق أفضل ويسمح باختراق الصفائح السميكة. 
بحلول يوليو 1941، تم إنتاج 215.000 قنبلة لاصقة. من بينها، تم إرسال ما يقرب من 90.000 إلى الخارج إلى شمال وجنوب إفريقيا والشرق الأوسط واليونان.  تم تخزين البقية في مستودعات الذخائر أو توزيعها على وحدات الجيش والحرس الداخلي. 
تم إصدار القنبلة لأول مرة في عام 1940 لوحدات الحرس الداخلي، والتي بدت وكأنها أعجبت بها على الرغم من عيوبها.  رُغم من أن مجلس الذخائر لم يوافق على استخدام القنبلة من قبل وحدات الجيش النظامي، فقد تم توفير كمية لأغراض التدريب.  ومع ذلك، وجد عدد من القنابل اللاصقة طريقها إلى الوحدات البريطانية ووحدات الكومنولث المشاركة في حملة شمال أفريقيا، واستخدمت كأسلحة مضادة للدبابات. أثناء تقدم الفيلق الأفريقي نحو بلدة تالة في فبراير 1943، كانوا يمثلون ست دبابات ألمانية. 
كما تم إصدارها لوحدات من الجيش الأسترالي، والتي استخدمتها خلال معركة واو  ومعركة خليج ميلن.  تم استخدامها من قبل مختلف الوحدات المتحالفة في معركة إنزيو، أي قوة الخدمة الخاصة الأولى، التي حصلت عليها من البريطانيين. كما تم تزويد المقاومة الفرنسية بعدد كبير منها. 

## تكريمات
في عام 1947، نظرت اللجنة الملكية لجوائز المخترعين في المطالبات المقدمة من ماكراي والمدير الإداري لشركة كاي براذرز. كان الممثل القانوني لمكراي هو إدوارد تيريل - وهو نفسه مخترع في زمن الحرب.  في ذلك الوقت، عارض التاج منح جائزة. عندما سُئل ماكراي عن عناصر القنبلة اللاصقة التي ادعى أنه اخترعها، أجاب «لا أدعي أي اختراع؛ أنا فقط أدعي تطوير القنبلة، التي كانت وظيفتي»   ومع ذلك، في عام 1951، أوصت اللجنة بأن يتلقى ماكراي إكرامية (Ex gratia) قدرها 500 جنيه إسترليني (تُعادل 15.800 جنيه إسترليني في 2019)، وحصل نوروود على 250 جنيهًا إسترلينيًا (ما قيمته 7.900 جنيه إسترليني في 2019) نظرا لمُساهمته.   

## المُستعمِلون
من بين مُستعمِلي القنبلة:
- استراليا[21]
- فرنسا الحرة[23]
- المملكة المتحدة[7]

## المعلومات الكاملة للمراجع
- British Explosive Ordnance (PDF) (Report). Ordnance Pamphlet. Department of the Navy, Ordnance Systems Command. 10 يونيو 1946. OCLC:51810278. NAVORD OP 1665. مؤرشف من الأصل (PDF) في 4 مارس 2016.
- Bradley، Phillip (2008). The Battle for Wau: New Guinea's Frontline, 1942–1943. Cambridge University Press. ISBN:978-0-521-89681-8.
- Brune، Peter (1998). The Spell Broken: Exploding the Myth of Japanese Invincibility: Milne Bay to Buna-Sanananda 1942–43. Allen & Unwin. ISBN:1-86448-693-7.
- Bull، Stephen؛ Dennis، Peter؛ Delf، Brian؛ Chappell، Mike؛ Windrow، Martin (2004). World War II Infantry Tactics. Osprey. ISBN:1-84176-663-1.
- "CAB 120/372 – Anti-tank weapons: "sticky" bombs". The Catalogue. The National Archives. مؤرشف من الأصل في 2021-07-06.
- Churchill، Winston (1949). Their Finest Hour. The Second World War  [لغات أخرى]‏. ج. II. ISBN:978-0-14-144172-6.{{استشهاد بكتاب}}:  صيانة الاستشهاد: علامات ترقيم زائدة (link)
- French، David (2000). Raising Churchill's Army: The British Army and the War against Germany 1919–1945. Oxford University Press. ISBN:978-0-19-820641-5.
- Hogg، Ian (1995). Tank Killers: Anti-Tank Warfare by Men and Machines. Pan Macmillan. ISBN:0-330-35316-0.
- Ismay، Hastings (1960). The Memoirs of General Lord Ismay. New York: Viking Press. ISBN:978-0-8371-6280-5.
- Lampe، David (1968). The Last Ditch: Britain's Secret Resistance and the Nazi Invasion Plan. Greenhill Books. ISBN:978-1-85367-730-4.
- Mackenzie، S. P. (1995). The Home Guard: A Military and Political History. Oxford University Press. ISBN:0-19-820577-5.
- Macrae، Stuart (1971). Winston Churchill's Toyshop. Roundwood. ISBN:978-0-900093-22-7. مؤرشف من الأصل في 2022-01-27.
- "Men Versus Tanks". The Times. 6 أغسطس 1942. ص. 4 column C.
- Niven، David (1981). Go Slowly Come Back Quickly. Book Club Associates. ISBN:978-0-241-10690-7.
- Postan، M. M.؛ Hay، D.؛ Scott، J. D. (1964). Design and Development of Weapons: Studies in Government and Industrial Organisation. History of the Second World War. Stationery Office Books. ISBN:978-0-11-630089-8.
- "'Sticky Bomb' Claim – Treasury Opposed to Award". Manchester Guardian. 23 مايو 1947. page 3 column C.
- "Sticky Bomb Awards". Manchester Guardian. 6 مارس 1951. p. 8 column C.
- "Sticky Bomb Idea 'Put On Plate'". Manchester Guardian. 21 فبراير 1951. p. 6 column C.
- The S. T. Grenade. Tank Hunting and Destruction, Military Training Manual No 42, Appendix C. War Office. 1940.
- "T 166/15 Royal Commission on Awards to Inventors – Macrae. Hearing Monday 26 February 1951". The Catalogue. The National Archives. مؤرشف من الأصل في 2021-11-29.
- Watson، Bruce (2007). Exit Rommel: The Tunisian Campaign, 1942–43. Stackpole Books. ISBN:978-0-8117-3381-6.
- Weeks، John (1975). Men Against Tanks: A History of Anti-Tank Warfare. David & Charles. ISBN:0-7153-6909-1.
- "WO 185/1. Anti-tank measures Sticky Bomb adoption and production". The Catalogue. The National Archives. مؤرشف من الأصل في 2021-11-29.

## روابط خارجية
- Home Guard site
- The Home Guard Pocket Manual, by Capt. A. Southworth, M.B.E., p 47–48: description of the sticky bomb, use and diagram.
- متحف الحرب الإمبراطوري Collection Search: sticky bomb (search results)

- H 30178 (photograph): Home Guardsmen training with the sticky bomb

- Manufacturing at Kay Brothers
- School for Home Guard - news item featuring sticky bomb (Newsreel). British Pathé. 7 أغسطس 1941.  وقع ذلك في 0:27. مؤرشف من الأصل في 2011-08-27. اطلع عليه بتاريخ 2010-03-08.